# Reprocessament nuclear
El reprocessament nuclear és una tecnologia que es va desenvolupar per separar i recuperar químicament el plutoni fissionable del combustible nuclear irradiat. També separa qualsevol altre element utilitzable de productes de fissió i altres materials existents en el combustible nuclear gastat als reactors nuclears. Normalment, l'objectiu és afegir aquests elements en un nou combustible de mescla òxids (MOX), encara que alguns reprocessament es fan servir per a obtenir plutoni per a armes nuclears (aquest era el propòsit en un primer moment). És el procés que tanca el cercle en el cicle del combustible nuclear.
L'urani reprocessat, que constitueix el gruix del combustible que es gasta, en principi es pot reutilitzar com a combustible, però això només és econòmicament possible quan els preus de l'urani són alts.
El reprocessament nuclear redueix el volum del residus radioactius però no en redueix la radioactivitat o la generació de calor i,per tant, no elimina la necessitat de l'emmagatzematge geològic. El reprocessament ha estat políticament controvertit, ja que contribueix a la proliferació nuclear, la vulnerabilitat al terrorisme nuclear, els reptes polítics d'escollir el lloc on fer-ho i pel seu alt cost comparat amb el cicle únic de combustible.

## Components separats i disposició
Els components potencialment útils comprenen actínids (plutoni, urani, i altres actínids menors). Els elements més lleugers comprenen els productes de fissió, productes d'activació i cladding.
| material                                                            | disposició                                                  |
| ------------------------------------------------------------------- | ----------------------------------------------------------- |
| plutoni, actínid menors, urani reprocessat                          | fissió en fast, fusió, o reactor subcrític                  |
| urani reprocessat, cladding (capa externa del combustible), filtres | emmagatzematge menys rigorós com residu de nivell intermedi |
| Productes de fissió de llarga vida i productes d'activació          | transmutació nuclear o dipòsit geològic                     |
| Productes de vida mitjana 137Cs i 90Sr                              | emmagatzematge a mitjà termini com residus d'alt nivell     |
| Radonúclids útils i metalls nobles amb ús industrial i en medicina  |                                                             |

## Tecnologies de separació

### Solvents

#### PUREX
PUREX,és el mètode estàndard i el nom respon a un acrònim per Plutonium i Uranium Recovery per EXtraction. Ésw un procés d'extracció líquid-líquid i extrau urani i plutoni. Es poden utilitar per produir armes nuclears.
Són modificacions del PUREX el mètodes UREX, TRUEX i DIAMEX, SANEX i UNEX

#### Mètodes electroquímics
S'ha informat d'un mètode electroquímic que usa també el bescanvi iònic.

#### Electròlisi

##### PYRO-A i -B per IFR
Aquests processos es van desenvolupar en Argonne National Laboratory i es fan servir en el projecte Integral Fast Reactor.
PYRO-A iés un sistema de separar actínids dels no actínids. El combustible gastat es posa en l'ànode que està submergit en un electròlit (sal) i s'aplica un corrent elèctric que fa dipositar urani. Molts dels productes de la fissió (com el cesi, zirconi i estronci) romanen en lasal.

#### Voloxidació
Voloxidació (d'oxidació volumètrica) implica escalfar el combustible amb oxigen que el converteix en octòxid de triurani. La intenció principal és capturar el triti

#### Volatilització en isolament
Es fa escalfant el combustible gastat en una atmosfera inert o al buit a temperatures entre 700 °C i 1000 °C com a primer pas del reprocessament
|                             | Input | Residus | Zeolita filtre | Carboni filter | Partícula filtres |
| --------------------------- | ----- | ------- | -------------- | -------------- | ----------------- |
| Pal·ladi (element) Pal·ladi | 28    | 14      | 14             |                |                   |
| Tel·luri                    | 10    | 5       | 5              |                |                   |
| Molibdè                     | 70    |         | 70             |                |                   |
| Cesi                        | 46    |         | 46             |                |                   |
| Rubidi                      | 8     |         | 8              |                |                   |
| Plata                       | 2     |         | 2              |                |                   |
| Iode                        | 4     |         |                | 4              |                   |
| Cladding                    | 2000  | 2000    |                |                |                   |
| Urani                       | 19218 | 19218   |                |                | ?                 |
| Altres                      | 614   | 614     |                |                | ?                 |
| Total                       | 22000 | 21851   | 145            | 4              | 0                 |

El triti no es menciona en aquest escrit.

#### Volatilitat dels fluorurs

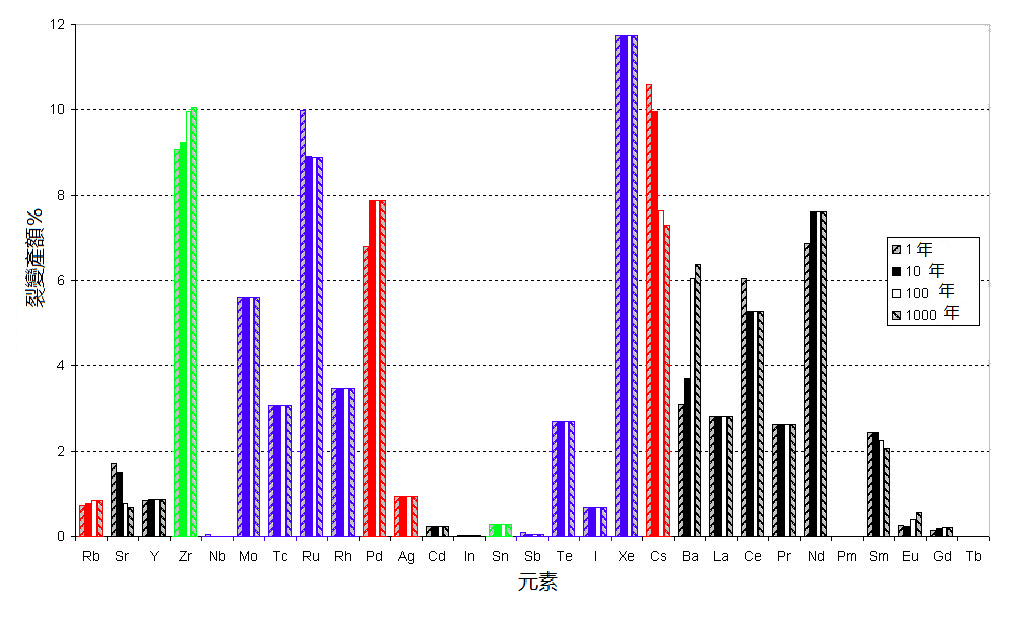
Els elements en blau tenen fluorurs volàtils; els elements en verd no tenen clorurs volàtils; els elements en vermell tampoc.

En el procés de volatilitat dels fluorurs, el fluor reacciona amb el combustible. La majoria de l'urani del combustible es converteix en hexafluorur d'urani que és la forma que es fa servir en l'enriquiment de l'urani.

#### Solubilitat i volatilitat del clorur
Molts delselements que formen fluorurs amb altes valències poden també formar clorurs d'altes valències. La clorinació i destil·lació és un altre mètode possible de separació. instead of mechanical decladding.

## Economia
L'aspecte econòmic del reprocessament i de l'emmagatzematge ha estat objecte de molts debats
Com a conclusió l'any 2005 es considerava quel'opció de reprocessar i reciclar és la més costosa econòmicament.

## Llista d'estats on hi ha re-processament
| Estat            | Lloc del re-processament                         | Tipus de combustible               | Procediment                         | Capacitat de re-processament en tU/any | Període operatiu   |
| ---------------- | ------------------------------------------------ | ---------------------------------- | ----------------------------------- | -------------------------------------- | ------------------ |
| Bèlgica          | Mol                                              | LWR, MTR (Material test reactor)   |                                     | 80                                     | 1966-1974          |
| Xina             | intermediate pilot plant                         |                                    |                                     | 60-100                                 | 1968-early 1970s   |
| China            | Plant 404                                        |                                    |                                     | 50                                     | 2004               |
| Alemanya         | Karlsruhe, WAK                                   | LWR                                |                                     | 35                                     | 1971-1990          |
| França           | Marcoule, UP 1                                   | Military                           |                                     | 1.200                                  | 1958-1997          |
| France           | Marcoule, CEA APM                                | Fast Breeder Reactor               | PUREX DIAMEX SANEX                  | 6                                      | des del 1988       |
| France           | La Hague, UP 2                                   | LWR                                | PUREX                               | 900                                    | 1967-1974          |
| France           | La Hague, UP 2-400                               | LWR                                | PUREX                               | 400                                    | 1976-1990          |
| France           | COGEMA La Hague site, UP 2-800                   | LWR                                | PUREX                               | 800                                    | 1990               |
| France           | COGEMA La Hague site, UP 3                       | LWR                                | PUREX                               | 800                                    | 1990               |
| Regne Unit       | Windscale                                        | Magnox                             |                                     | 1,000                                  | 1956-1962          |
| UK               | Sellafield, B205                                 | Magnox                             | PUREX                               | 1,500                                  | 1964               |
| UK               | Dounreay                                         | FBR                                |                                     | 8                                      | 1980               |
| UK               | THORP                                            | LWR                                | PUREX                               | 1,200                                  | 1990               |
| Itàlia           | Rotondella                                       | Thorium                            |                                     | 5                                      | 1968 (shutdown)    |
| Índia            | Trombay                                          | Military                           | PUREX                               | 60                                     | 1965               |
| India            | Tarapur                                          | PHWR                               |                                     | 100                                    | 1982               |
| India            | Kalpakkam                                        | PHWR and FBTR                      |                                     | 100                                    | 1998               |
| India            | Tarapur                                          | PHWR                               |                                     | 100                                    | 2011               |
| Japó             | Tokaimura                                        | LWR                                |                                     | 210                                    | 1977               |
| Japan            | Rokkasho Reprocessing Plant                      | LWR                                |                                     | 800                                    | 2005               |
| Pakistan         | New Labs, Districte de Rawalpindi                | military/plutoni/tori              |                                     | 80                                     | des del 1982       |
| Pakistan         | Khushab Nuclear Complex, Atomic City of Pakistan | heavy water reactor/military/triti |                                     | 22 kg                                  | des del 1986       |
| Rússia           | Mayak Plant B                                    | Military                           |                                     | 400                                    | 1948-196?          |
| Russia           | Mayak Plant BB, RT-1                             | LWR                                | PUREX + Np separation               | 400                                    | 1978               |
| Russia           | Zheleznogorsk (Krasnoyarsk-26), RT-2             | VVER                               |                                     | 1,500                                  | under construction |
| Estats Units, WA | Hanford Site                                     | Military                           | bismuth phospate, REDOX, PUREX      |                                        | des del 1944       |
| USA, SC          | Savannah River Site                              | Military/LWR/HWR/Tritium           | PUREX, REDOX, THOREX, Np separation | 5000                                   | 1952-2002          |
| USA, NY          | West Valley                                      | LWR                                | PUREX                               | 300                                    | 1966-1972          |